# Liste der deutschen Botschafter in Botswana
Die Liste der deutschen Botschafter in Botswana enthält alle Botschafter der Bundesrepublik Deutschland in Botswana. Sitz der Botschaft ist in Gaborone.
| Name                      | Amtszeit  | Anmerkungen            |
| ------------------------- | --------- | ---------------------- |
| Karl-Heinz Wever          | 1968–1973 | in Lusaka akkreditiert |
| Heinrich Friedrich Landau | 1973–1977 | in Lusaka akkreditiert |
| Karl-Wilhelm Seeger       | 1978–1983 |                        |
| Hans Hoffmann             | 1983–1987 |                        |
| Egon Katzki               | 1987–1993 |                        |
| Hermann F. Kröger         | 1993–1996 |                        |
| Albert Gisy               | 1996–1999 |                        |
| Irene Hinrichsen          | 1999–2002 |                        |
| Hans-Dietrich von Bothmer | 2002–2006 |                        |
| Ulf Hanel                 | 2006–2010 |                        |
| Annett Günther            | 2010–2013 |                        |
| Rolf Ulrich               | 2013–2017 |                        |
| Ralf Breth                | 2017–2020 |                        |
| Margit Hellwig-Bötte      | 2020–2024 |                        |
| Gabriela Bennemann        | seit 2024 |                        |